# Лисия
Лисѝя е село в Югозападна България. То се намира в община Благоевград, област Благоевград.

## География
Село Лисия се намира в планински район.

## История
В 1891 година Георги Стрезов пише за селото:
| „ | Лисия, село от 180 къщи, българе; намира се на Ю от Джумая, 4 часа път. Няма нито църква, нито училище. Жителите минуват повечето със земледелие. | “ |

Митрополит Емилиан Мелнишки пише, че на 14 януари 1908 година 7-членна българска чета под командването на Христе убива в Лице жената на селянина Нацо.
При избухването на Балканската война в 1912 година 13 души от Лисия са доброволци в Македоно-одринското опълчение.

## Население
Към 1900 година според известната статистика на Васил Кънчов („Македония. Етнография и статистика“) населението на селото брои 780 души, всичките българи-християни.
Численост на населението според преброяванията през годините:
| \| Година на преброяване \| Численост \| \| --------------------- \| --------- \| \| 1934 \| 785 \| \| 1946 \| 797 \| \| 1956 \| 765 \| \| 1965 \| 203 \| \| 1975 \| 62 \| \| 1985 \| 31 \| \| 1992 \| 27 \| \| 2001 \| 31 \| \| 2011 \| 11 \| \| 2021 \| 3 \| |           |
| Година на преброяване | Численост |
| 1934 | 785       |
| 1946 | 797       |
| 1956 | 765       |
| 1965 | 203       |
| 1975 | 62        |
| 1985 | 31        |
| 1992 | 27        |
| 2001 | 31        |
| 2011 | 11        |
| 2021 | 3         |

### Етнически състав
Преброяване на населението през 2011 г.
Численост и дял на етническите групи според преброяването на населението през 2011 г.:
|                     | Численост | Дял (в %) |
| Общо                | 11        | 100.00    |
| Българи             | 11        | 100.00    |
| Турци               | 0         | 0.00      |
| Цигани              | 0         | 0.00      |
| Други               | 0         | 0.00      |
| Не се самоопределят | 0         | 0.00      |
| Неотговорили        | 0         | 0.00      |

## Личности
Родени в Лисия
- Коле Ангелов, македоно-одрински опълченец, 25-годишен, земеделец, четата на Никола Чавеов, 1 рота на 15 щипска дружина, 4 рота на 11 сярска дружина[9]
- Христо Михалков Янакиев (10.03.1874 – ?), български революционер, член на ВМРО (Иван Михайлов)[10]
- Стойне Лисийски (1908-1993), български партизанин

Починали в Лисия
- Арсо Пандурски (1915-1944), български партизанин
- Веса Бараковска (1922-1944), българска партизанка
- Стефка Филипова (1922-1944), българска партизанка